# Byasa polla
Byasa polla is een vlinder uit de familie van de pages (Papilionidae). De wetenschappelijke naam van de soort is voor het eerst geldig gepubliceerd in 1897 door Lionel de Nicéville.